# Tilapia ruweti
Tilapia ruweti és una espècie de peix de la família dels cíclids i de l'ordre dels perciformes.

## Morfologia
Els mascles poden assolir els 10,4 cm de longitud total.

## Distribució geogràfica
Es troba a Àfrica: rius Congo i Zambeze. També al delta del riu Okavango i a Zimbàbue.